# Fedayeen
Fedayeen (från arabiska fida'i eller persiska fada'i, "en som är redo att offra sitt liv") är ett begrepp inom islamsk kultur för att beskriva hängivenhet för att offra sig  själv för en religiös eller nationell sak. Termen uppstod ursprungligen hos assassinerna som fanns i Persien under 1100–1200-talen. Dessa riskerade livet för att begå politiska mord, något som sågs som en religiös plikt.
Under tidigt 1900-tal betecknade fada'ien liberal tänkare under den konstitutionella revolutionen i Iran. I början av 1940-talet var en iransk militant grupp, Fada'iyyan-e Eslam, inblandad i en rad politiska mord. 
Från 1950-talet började fedayeen (fida'iyyun) att betyda gerillakrigare eller kommandosoldater. Till en början avsågs de som stred i Egypten mot brittiska styrkor vid Suezkanalen och senare palestinier som stred mot Israel från baser i Syrien, Libanon  och Jordanien. I mitten av 1990-talet användes termen av en militärorganisation i Irak knuten till Saddam Hussein, kallad Fida'i Saddam, som bekämpade amerikanska och brittiska styrkor under invasionen av Irak 2003.
Ordet används sedan 1996 i Palestinska självstyrets nationalsång, "Biladi".